# يورغ فولمر
اللفتنانت جنرال يورغ فولمر (من مواليد 7 سبتمبر 1957 في بريمن) هو جنرال بالجيش الألماني ورئيس أركان الجيش الألماني الحالي.
دخل فولمر الخدمة العسكرية في عام 1978، وخضع بعد ذلك لتدريب الضباط. بعد ذلك درس العلوم التنظيمية والاقتصادية في جامعة هيلموت شميت للقوات المسلحة في هامبورغ. بعد أن دخل الخدمة الميدانية في عام 1982، حصل على عدة أوامر في وحدات المشاة الآلية. في عام 1991، حضر دورة ضباط الأركان العامة الألمانية وواصل العمل في وزارة الدفاع الاتحادية. في عام 1995، تم تعيينه ضابطًا (عمليات) G3 مع اللواء المدرع 14 الذي كان بعد ذلك جزءًا من الفرقة المدرعة الخامسة. وتبع ذلك جولة في الخدمة مع سفور والعديد من الأوامر الإدارية الأخرى. تمت ترقيته إلى رتبة جنرال، تولى يورج فولمر القيادة على لواء المشاة الخفيف 37 (الذي تم إعادة تسميته باسم لواء المشاة 37 في 7 أبريل 2009) في 27 أكتوبر 2006. من كانون الثاني / يناير 2009 إلى تشرين الأول / أكتوبر 2009 ومن شباط / فبراير 2013 إلى شباط / فبراير 2014، كان القائد الإقليمي شمالاً مع القوة الدولية للمساعدة الأمنية في مزار شريف، أفغانستان. في أكتوبر 2010، غادر لواء المشاة الآلي 37، وأصبح رئيسًا لأركان الفيلق الألماني / الهولندي. في أكتوبر 2011، أصبح فولمر قائد قسم العمليات الخاصة. في يونيو 2014، تولى فولمر منصب نائب مفتش الجيش ورئيس قيادة الجيش، ثاني أعلى منصب في الجيش الألماني. في 16 يوليو 2015 ، خلف فولمر الجنرال العاموت برونو كاسدورف كرئيس أركان الجيش الألماني.